# Robert Oubron
Robert Oubron (* 18. April 1913 in Goussainville; †  7. Februar 1989 in Paris) war ein französischer Radrennfahrer und nationaler Meister im Radsport.

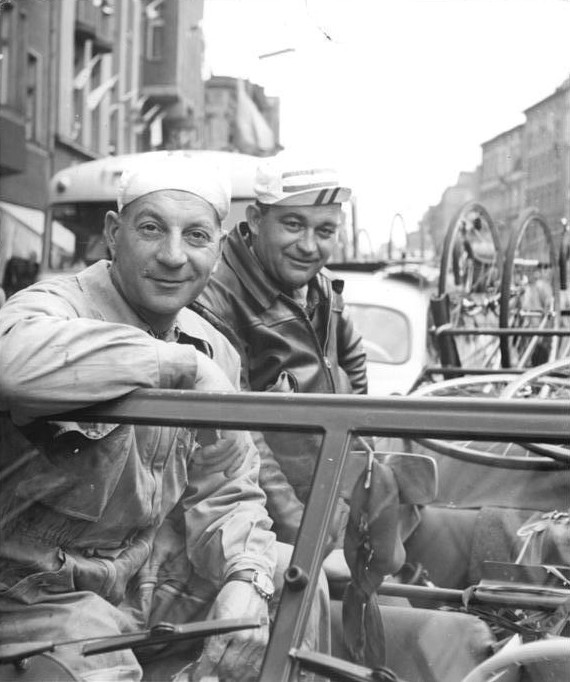

## Sportliche Laufbahn
Oubron wurde 1941, 1942, 1943, 1944 und 1946 nationaler Meister im Querfeldeinrennen (heutige Bezeichnung Cyclocross). Viermal siegte er im Critérium international de cyclo-cross (ein Vorläufer der UCI-Weltmeisterschaft): 1937, 1938, 1941 und 1942.
Sein wichtigster Erfolg als Amateur in einem Straßenrennen war der Sieg im Rennen Paris–Mers. Von 1936 bis 1950 war er als Unabhängiger und als Berufsfahrer aktiv. 1937 startete er in der Tour de France und wurde 20., 1938 wurde er als 41. in Paris klassiert. 1937 gewann er eine Etappe des Grand Prix Wolber, noch als Unabhängiger.
Oubron fuhr auch Sechstagerennen, 1949 wurde er in München mit Gilbert Doré als Partner Zweiter. Sein bestes Resultat in Steherrennen, die er auch bestritt, war der dritte Rang in der nationalen Meisterschaft 1940 hinter dem Sieger Georges Wambst.

## Berufliches
Nach seiner aktiven Laufbahn wurde er Trainer und war einige Jahre als Nationaltrainer der französischen Straßenfahrer tätig. In dieser Funktion nahm er mehrfach an der Internationalen Friedensfahrt teil. Unter seiner Führung gewannen Bernard Guyot (1966) und Jean-Pierre Danguillaume (1969) das Etappenrennen.

## Ehrungen
Das Palais des Sports de Créteil trägt seinen Namen.